# АЭС Уоттс-Бар
АЭС Уоттс-Бар (англ. Watts Bar Nuclear Generating Station) — действующая атомная электростанция на юго-востоке США.
Станция расположена на берегу реки Теннесси у озера Уоттс-Бар в округе Рей штата Теннесси, между городами Чаттануга и Ноксвилл.
АЭС имеет два действующих энергоблока с реактором с водой под давлением (PWR) проекта Westinghouse мощностью 1202 и 1218 МВт, соответственно.

## История строительства
Станция Уоттс-Бар с двумя энергоблоками была заложена ещё в 1972 году. В 1980-х годах из-за прогнозируемого снижения спроса на электроэнергию строительство обоих блоков было остановлено, блок 2 тогда был завершен на 80 %. Первый реактор Уоттс-Бар был подключён к сети только в 1996 году и долгие годы являлся последним запущенным реактором в США. 1 августа 2007 году совет директоров TVA одобрил завершение строительства блока 2, которое возобновилось 15 октября. Через год после ядерной аварии на АЭС Фукусима-Дайити комиссия по ядерному регулированию (NRC) издала 9 приказов по повышению безопасности, которые требовали модификации конструкции энергоблока Уоттс-Бар-2.
В результате второй энергоблок АЭС Уоттс-Бар был впервые синхронизирован с энергосистемой страны лишь 3 июня 2016 года. Однако через два дня реактор был временно заглушен из-за проблем с клапаном турбины высокого давления.
В 2004 году станция Уоттс-Бар стала одной из АЭС, участвующих в производстве трития по заказу Министерства энергетики США.

## Информация об энергоблоках
| Энергоблок  | Тип реакторов            | Мощность | Мощность | Начало строительства | Физпуск    | Подключение к сети | Ввод в эксплуатацию | Закрытие   |
| Энергоблок  | Тип реакторов            | Чистый   | Брутто   | Начало строительства | Физпуск    | Подключение к сети | Ввод в эксплуатацию | Закрытие   |
| ----------- | ------------------------ | -------- | -------- | -------------------- | ---------- | ------------------ | ------------------- | ---------- |
| Уоттс-Бар-1 | PWR, W (4-loop) (ICECND) | 1121 МВт | 1202 МВт | 20.07.1973           | 01.01.1996 | 06.02.1996         | 27.05.1996          | 2035(план) |
| Уоттс-Бар-2 | PWR, W (4-loop) (ICECND) | 1165 МВт | 1218 МВт | 01.09.1973           | —          | 03.06.2016         | 19.10.2016          | 2055(план) |